# 1548
1548 (MDXLVIII) var ett skottår som började en söndag i den julianska kalendern.

## Händelser

### Oktober
- 11 oktober – Österrike annekterar riksstaden Konstanz.[1]

### Okänt datum
- Uppsala slott anläggs.
- En pestepidemi utbryter i Sverige.
- Den tyske hammarsmeden Markus Klingensten blir uppsyningsman över svenska kronans samtliga stångjärnssmedjor.
- Sverige exporterar för första gången stål.
- Michael Agricolas översättning av Nya Testamentet till finska trycks i Stockholm. Agricola ger reformationen i Finland en fast grund och skapar det finska skriftspråket, genom en rad översättningar till finska.
- Paris första teater, Teatern i Hôtel de Bourgogne, grundas.

## Födda
- 5 januari – Francisco Suárez, spansk filosof och teolog
- Ma Shouzhen, kinesisk konstnär och kurtisan.
- Catherine de Cleves, fransk länsgrevinna.

## Avlidna
- 12 januari – Johan Weze, dansk ärkebiskop 1522–1523
- 1 april – Sigismund I, kung av Polen och storfurste av Litauen från 1506
- 5 september – Katarina Parr, drottning av England 1543–1547 (gift med Henrik VIII)
- Si Sudachan, thailändsk drottningregent.

### Fotnoter
1. ↑  World Statesmen (läst 4 april 2011)